# Christine McVie
Christine Anne McVie nascida Christine Anne Perfect (Greenodd, Lancashire, Inglaterra, Reino Unido, em 12 de julho de 1943 — falecida em Londres, Inglaterra, Reino Unido, em 30 de novembro de 2022) foi uma tecladista, cantora e compositora britânica, conhecida por ser integrante da banda de rock anglo-americana Fleetwood Mac entre 1970 e 1998, e de 2014 até sua morte. Como membro da banda, foi introduzida no Rock and Roll Hall of Fame junto com seus companheiros Mick Fleetwood, John McVie, Stevie Nicks e Lindsey Buckingham em 1998. Se tornou notável por ser compositora de vários sucessos da banda e pela sua voz grave.
Além de seu trabalho com o Mac, ela também fez uma carreira solo lançando três álbuns individuais, dois deles de grande sucesso nas paradas dos Estados Unidos.

## Início de carreira
Neta de um organista da Abadia de Westminster e filha de um violonista de concertos e de uma médium,  ela começou a tocar piano com quatro anos de idade e aos onze começou a estudar música com seriedade. Aprendendo música clássica até os 15 anos, seu gosto musical mudou radicalmente para o rock and roll quando seu irmão mais velho John trouxe para casa um disco de Fats Domino.
Estudando escultura em Birmingham por cinco anos ao mesmo tempo em que praticava piano, sua primeira incursão no mundo da música foi ao encontrar dois amigos num pub, Stan Webber e Andy Silvester, onde tocavam numa banda chamada "Sounds Of Blue". Convidada a juntar-se a eles, durante um tempo ela também cantou com Spencer Davis, mais tarde fundador do The Spencer Davis Group, de quem foi namorada.
Depois de se formar, Christine descobriu não ter dinheiro para se lançar na carreira de artista plástica e decidiu mudar-se para Londres, onde sua primeira profissão foi a de vitrinista de lojas de departamento. Em 1967, ela soube que seus ex-companheiros de banda, Webb e Silvester, estavam formando uma nova banda de blues chamada Chicken Shack e procuravam por um pianista. Ela escreveu para eles pedindo a vaga e foi convidada a juntar-se ao grupo como tecladista e vocalista de apoio. Com o Shack ela gravou dois álbuns, onde sua paixão pelo blues tornou-se evidente, não apenas pela maneira como tocava piano quanto pela maneira como cantava.  Um dos sucessos da banda, uma versão de I'd Rather Go Blind (#14 no UK Charts), gravada pela primeira por Etta James em 1967, tinha ela como vocalista principal.  Em 1969, ela recebeu da revista Melody Maker, o prêmio de vocalista feminina do ano.

## Fleetwood Mac
Em 1969, Christine conheceu John McVie, baixista do Fleetwood Mac, banda da qual era fã e que por diversas vezes se apresentava em conjunto em turnês pela Inglaterra, tocando pelo Shaks. Os dois se apaixonaram, casaram-se e ela deixou o Shaks para ficar perto do marido, passando um tempo apenas como dona de casa, abandonando a música. Logo depois, ela foi convidada a entrar para o Mac, com a saída do guitarrista e fundador Peter Green, onde conseguiria fama internacional.
O começo dos anos 70 foi difícil para Christine e para o Mac, que gravaram apenas dois discos sem fazer nenhum sucesso. Além disso, um grupo usurpou o nome da banda e começou a fazer shows pelos Estados Unidos, com o nome de Fleetwood Mac, apoiados pelo empresário deles, Clifford Davis, que se dizia dono do nome. Os integrantes do Mac original entraram com processos que causaram a interrupção dos shows do falso Mac, mas foram levados a uma batalha judicial com Davis que se prolongou por um ano.
Em 1974, com relutância, Christine concordou em seguir o marido John, Mick Fleetwood e o restante da banda para os Estados Unidos, tentando um novo começo. Na Califórnia, dois norte-americanos, Stevie Nicks e Lindsey Buckingham, integraram-se aos McVie e a Fleetwood, e o resultado foi o álbum Fleetwood Mac, de 1975, que alcançou o nº 1 da Billboard, conseguiu sucesso de crítica e transformou o grupo em superestrelas do rock. Duas músicas escritas por Christine para o disco alcançaram o top 20 como singles e tiveram execução maciça nas rádios AM e FM.
Em 1976, durante as gravações de Rumours, o próximo álbum do Mac e que se tornaria sua obra-prima e um dos álbuns mais vendidos de todos os tempos, o casamento dos McVie começou a se deteriorar, levando ao divórcio. Seu caso amoroso com o iluminador dos shows da banda, que ocorria na mesma época, contribuiu para que o clima em que o disco foi gravado fosse extremamente pesado e emocional, o que resultou nas músicas que o compõem. Para Rumours, McVie compõs You Make Loving Fun, para o então namorado, Songbird, apenas com seu piano,  e o maior sucesso individual dele, Don't Stop (# 3 na Billboard), em desagravo ao marido de quem se separava.
Após o álbum seguinte, o duplo Tusk, de 1979, o Mac separou-se voltando a se reunir apenas em 1981, para a gravação do álbum Mirage, feita no Château d'Hérouville, na França. Lançado em 1982, ele colocou o Fleetwood Mac novamente no topo das paradas e um de seus singles de sucesso foi Hold Me, co-autoria dela, e cuja inspiração foi sua então tortuosa relação com o baterista dos Beach Boys, Dennis Wilson.
Em 1984 ela voltou a gravar um álbum solo, o homônimo Christine McVie, do qual uma das canções, Got a Hold on Me, lançada em single, alcançou o nº 1 da Billboard Adult Contemporary. Sobre o álbum, ela declarou: "ele pode não ser o mais inovador álbum do mundo, mas eu o fiz porque queria ser honesta e dar prazer aos meus ouvidos". Nesta época, ela conheceu o também tecladista Eddy Quintela, com quem se casou em 18 de outubro de 1986. Quintela escreveria com ela algumas canções, que viriam a ser gravadas em discos seguintes do Fleetwood Mac. Os dois se divorciariam no fim da década de 90.
Em 1987, McVie voltou a se reunir ao Mac, que havia debandado por vários anos, e juntos gravaram o álbum Tango in the Night, que veio a ser o maior sucesso da banda desde Rumours, dez anos antes, alcançando novamente o nº1 nas paradas americanas. A canção escrita por ela e por Quintela, Little Lies, chegou ao # 5 tanto nos EUA quanto no Reino Unido.
Nos anos seguintes, com a saída do guitarrista Lindsey Buckingham, o Fleetwood Mac não conseguiu mais sucessos e a banda parecia ter chegado a seu ocaso, com seus membros partindo individualmente para caminhos diferentes. Dez anos depois, porém, em 1997, eles voltaram a se reunir e dali saiu o álbum The Dance, gravado ao vivo com os grandes sucessos da banda, que atingiu novamente o nº 1 das paradas e trouxe a música do Mac para as novas gerações. Christine, cansada de turnês, mesmo com reservas acompanhou a banda em nova excursão de divulgação do novo disco, na apresentação nos Prêmios Grammy, no Rock and  Roll Hall of Fame e nos Brit Awards, abandonando definitivamente o Mac em 1998.

## Vida posterior e morte
Nos anos posteriores a The Dance, McVie voltou para a Inglaterra para ficar próxima da família e desapareceu quase completamente dos olhos do público e da mídia, com uma única aparição pública em 2000, quando recebeu um doutorado de Honoris causa em música da Universidade de Greenwich, na Inglaterra.
Divorciada de Quintela pouco tempo depois de deixar o Mac, em 2004 ela declarou que quase não ouvia mais música pop e preferia a Classic FM, uma rádio de música erudita do país.  Neste mesmo ano, ela lançou seu terceiro álbum solo, In the Meantime, em que trabalhou com seu sobrinho, Dan Perfect, que contribuiu com composições, vocais e guitarra. Sem acompanhar o álbum com uma turnê, ela se limitou a dar algumas poucas entrevistas sobre o novo trabalho.
Em 2006, ela foi outorgada com a Fita Dourada de Mérito da British Academy of Songwriters, Composers and Authors, numa cerimônia realizada no Savoy Hotel, em Londres.
Por duas vezes, em 2003 e 2008, McVie compareceu como espectadora a dois shows do Fleetwood Mac em Londres, sem contudo subir ao palco e se juntar à banda. Em 2012, depois da anunciada reunião e nova turnê do Mac com os outros quatro integrantes, Stevie Nicks declarou: "Ela se foi para a Inglaterra em 1998 e nunca mais voltou... mesmo que todos nós gostemos de pensar que ela possa mudar de ideia um dia, não acreditamos que isso acontecerá .... nós todos a amamos, então temos que deixá-la ir ..."
Em 2013, Christine McVie apareceu no palco em Maui, no Havaí, durante um show da Mick Fleetwood Blues Band, sua primeira aparição num palco em 15 anos.
McVie morreu em 30 de novembro de 2022, aos 79 anos de idade.. De acordo com seu atestado de óbito revelado em abril de 2023, McVie morreu de um derrame e sofria de câncer que havia metástase.

## Discografia
Solo
- 1970: Christine Perfect
- 1984: Christine McVie
- 2004: In the Meantime
- 2017: Lindsey Buckingham Christine McVie

Com o Chicken Shack
- 1968: 40 Blue Fingers, Freshly Packed and Ready to Serve
- 1969: O.K. Ken?

Com o Fleetwood Mac
- 1968: Mr. Wonderful
- 1969: Then Play On
- 1970: Kiln House
- 1971: Future Games
- 1972: Bare Trees
- 1973: Penguin
- 1973: Mystery to Me
- 1974: Heroes Are Hard to Find
- 1975: Fleetwood Mac
- 1977: Rumours
- 1979: Tusk
- 1982: Mirage
- 1987: Tango in the Night
- 1990: Behind the Mask
- 1995: Time
- 1997: The Dance
- 2003: Say You Will